# Повіт Сома (Фукусіма)
Пові́т Со́ма  (яп. 相馬郡, そうまぐん, МФА: [soːma guɴ]) — повіт у префектурі Фукусіма, Японія.